# Agathe Uwilingiyimana
Agathe Uwilingiyimana (Nyaruhengeri, 23 de mayo de 1953-Kigali, 7 de abril de 1994), también conocida como Madame Agathe fue una científica y política ruandesa. Ocupó el cargo de primera ministra entre el 18 de julio de 1993 hasta su asesinato el 7 de abril de 1994, durante los hechos del genocidio de Ruanda. Hasta el momento, es la única mujer que ha ocupado el cargo.

## Vida personal
Agathe Uwilingiyimana nació el 23 de mayo de 1953 en la localidad de Nyaruhengeri al sur de la provincia ruandesa de Butare en el seno de una familia de granjeros.
Se educó en la Escuela Secundaria Notre Dame des Cîteaux y obtuvo el certificado para enseñar humanidades en 1973. Continuó con estudios de posgrado en matemáticas y química, después de los cuales se convirtió en maestra de escuela en Butare en 1976. En 1983, se dedicó a enseñar química en la Universidad Nacional de Ruanda en Butare. Recibió un B.Sc. en 1985, y enseñó química durante cuatro años en las escuelas académicas de Butare. Fue criticada por los tradicionalistas por promover el estudio de las matemáticas y las ciencias entre las estudiantes.
Uwilingiyimana se casó con un compañero de clase de secundaria, Ignace Barahira, en 1976, pero mantuvo su apellido de soltera. Tuvo al primero de sus cinco hijos al año siguiente.

## Carrera política
Militante del Movimiento Democrático Republicano (MDR), asumió como primera ministra de Ruanda el 18 de julio de 1993, siendo la primera (y hasta la fecha, única) mujer en asumir dicho cargo. Participó junto al gobierno del presidente Juvénal Habyarimana en las negociaciones con el Frente Patriótico Ruandés (FPR), una guerrilla liderada por personas tutsi. Las conversaciones llevaron a la firma de los Acuerdos de Arusha en agosto de 1993, poniendo fin temporalmente a la Guerra civil ruandesa.

## Muerte
El 6 de abril de 1994, el presidente Juvénal Habyarimana fue asesinado luego de que desconocidos derribaran con misiles el avión que lo transportaba. El magnicidio desató una ola de violencia en la capital ruandesa, Kigali. Horas más tarde, tropas leales a Habyarimana enfrentaron a Uwilingiyimana y a las tropas internacionales de la Misión de Asistencia de las Naciones Unidas para Ruanda (UNAMIR). La primera ministra fue violada y asesinada, mientras diez soldados belgas fueron torturados y ejecutados (cinco soldados ghaneses de UNAMIR fueron liberados previamente). Los eventos del 7 de abril desataron posteriormente el genocidio ruandés, que terminó con la vida de entre 500.000 y 1 millón de ruandeses.